# Pont-Audemer
Pont-Audemer là một xã trong vùng hành chính Normandie, thuộc tỉnh Eure, quận Bernay, tổng Pont-Audemer. Tọa độ địa lý của xã là 49° 21' vĩ độ bắc, 00° 30' kinh độ đông. Pont-Audemer nằm trên độ cao trung bình là 9 mét trên mực nước biển, có điểm thấp nhất là 2 mét và điểm cao nhất là 115 mét. Xã có diện tích 9,35 km², dân số vào thời điểm 1999 là 8981 người; mật độ dân số là 961 người/km².

## Thông tin nhân khẩu
| 1926  | 1931  | 1936  | 1946  | 1954  | 1962  | 1968  | 1975  | 1982  | 1990  | 1999  |
| ----- | ----- | ----- | ----- | ----- | ----- | ----- | ----- | ----- | ----- | ----- |
| 6 422 | 6 287 | 6 713 | 6 594 | 7 227 | 8 663 | 8 969 | 9 586 | 9 750 | 8 975 | 8 981 |

## Nhân vật nổi tiếng
- Laetitia Casta
- Alfred Canel
- Léon Harou
- Robert Leblanc
- Amand Montier
- Jean Beauvais
- Louis Gillain